# 警視庁公安部

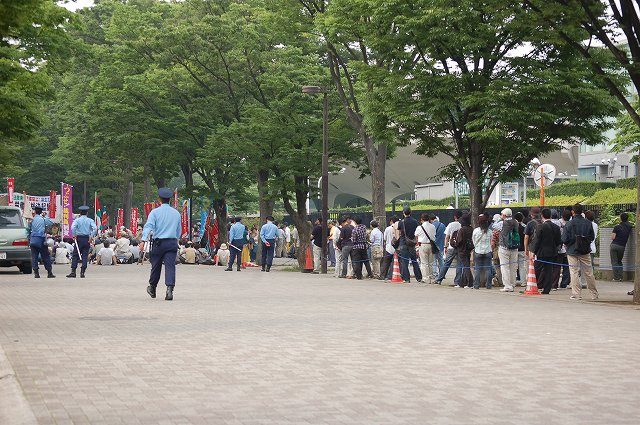
集会参加者を視察する警視庁公安部員

警視庁公安部（けいしちょうこうあんぶ）は、警視庁の内部組織の一つで公安警察を所掌する。

## 概要
警視庁公安部は、連合国軍最高司令官総司令部（GHQ）の人権指令により廃止された警視庁特別高等警察部の後継組織とされる。
日本の公安警察は警察庁警備局の指導下に置かれているが、中でも警視庁は唯一公安部を置いており、所属警察官約1100人を擁し、最大規模の公安警察官を抱えている。
一方、道府県警察本部の公安警察は、警備部に「公安課」が設置されている。所轄警察署では警備課に公安係・外事係を設置することがある。

## 沿革
- 1945年（昭和20年）9月8日：占領軍の対敵諜報部隊（CIC）が、警視庁特別高等警察部を臨検[4]。
- 1945年（昭和20年）10月4日：GHQの「人権指令」[5][6]に基づき、警視庁特別高等警察部が廃止される[7]。
- 1945年（昭和20年）12月19日：警視庁に警備課を設置[7]。
- 1946年（昭和21年）2月：警視庁警備課を公安課に改称[7]。
- 1948年（昭和23年）3月7日：旧警察法が施行される。警察制度は、国家地方警察と自治体警察（市町村警察）の二本立てとなる[7]。
- 1948年（昭和23年）3月7日：国家地方警察東京都本部に警備部が設置される。警視庁 (旧警察法)に警備交通部警備課が設置される[7]。
- 1948年（昭和23年）9月16日：警視庁の機構改革が行われ、警備交通部が分けられて警邏部と交通部が設置される。これにより、警備課は警邏部に置かれる[7]。
- 1948年（昭和23年）10月1日：国家地方警察東京都本部で、思想的・政治的背景のある集団犯罪や特殊犯罪の管轄が、警備部に一本化される[7]。
- 1952年（昭和27年）4月：警視庁において警備公安警察を主管していた警邏部に代わって、警備第一部と警備第二部が設置される。警備第一部は「警備実施」を主管して警視庁予備隊（機動隊）を掌握し、警備第二部は「警備情報」活動を実施することになり、公安第一課・公安第二課・公安第三課が置かれる[7]。
- 1952年（昭和27年）5月1日：血のメーデー事件が発生[7]。
- 1952年（昭和27年）11月：警視庁警備第二部に「警備情報」の整理保存に当たる警備公安資料班が設置される。ほか、警備第一部に警備指揮班を設置[7]。
- 1953年（昭和28年）6月：警視庁が情報活動の法的根拠に関する統一見解を研究[7]。
- 1953年（昭和28年）7月：警視庁は情報活動に従事する警察官に対して、「何らかの時に役に立つことがあるかも知れないから、労組やデモ隊の顔写真は1枚でも余計に撮って保存するように」との指導を行う。これにより、デモの合法・非合法を問わず、デモの参加者への顔写真の撮影とリストの作成が本格化[7]。
- 1954年（昭和29年）6月8日：新警察法（現行警察法）が公布される[7]。
- 1954年（昭和29年）7月1日：警察法の施行。これに伴い、警察庁（1官房4部17課）と都道府県警察が設置され、警察機構が一本化された[7]。
- 1954年（昭和29年）7月1日：国家地方警察東京都本部警備部と警視庁 (旧警察法) 警備第一部・警備第二部が再編成され、新たに警視庁警備第一部・警備第二部・警視庁予備隊が設置される。このうち、警備第二部が公安警察活動を主管[7]。
- 1957年（昭和32年）4月：警視庁警備第一部・警備第二部・警視庁予備隊が、警視庁警備部・警視庁公安部・警視庁機動隊に改称される。警備公安資料班は警視庁公安部公安第四課になる[7]。
- 2002年（平成14年）10月：外事第一課の国際テロ担当を独立させて、外事第三課を設置[8]。
- 2017年（平成29年）4月3日：公安総務課のサイバー攻撃特別捜査隊を独立させて、サイバー攻撃対策センターを設置[9]。
- 2021年（令和3年）4月：外事第二課の北朝鮮担当を独立させて、外事第三課を設置。旧外事第三課は外事第四課に改称[10]。
- 2025年 (令和7年）4月：公安総務課のローンオフェンダー部門および外事第四課の部門を統合して、公安第三課として設置し、体制を強化[11]。旧公安第一課と旧公安第二課を統合して、公安第一課として設置。旧公安第三課を公安第二課に改称。

## 組織
2025年 (令和7年) 4月1日現在
公安総務課
庶務：庶務係（公安部内・課内庶務）
会計：会計係（公安部内予算経理）
公安企画：公安企画係（企画・実務教養）、公安管理係（管理・運用・装備・公安機動捜査隊の運用）、公安法令係（法令解釈運用・指導教養）
第一公安捜査：第1、第2係（デモ対応）
第二公安捜査：第3、第4係（反戦デモ）
第三公安捜査：第5、第6係（反戦デモ）
第四公安捜査：第7、第8係（テロ情報収集）
第五公安捜査：第9、第10係（テロ情報収集）
産経新聞記者の大島真生によると、日本共産党、市民活動、反グローバリズム運動、カルト、自衛隊内部の右翼的な思想を持つ隊員などを捜査対象としているとされ、日本共産党の活動が下火となったため、対象範囲を広げているという。総務課相当の業務は庶務係と公安管理係が行う。
公安第一課
第一公安捜査：第1係（課内庶務・極左情報整理）、第2係（極左情報収集）
第二公安捜査：第3、第4係（極左情報収集）
第三公安捜査：第5、第6係（日本赤軍情報収集）
第四公安捜査：第7、第8係（極左情報収集）
第五公安捜査：第9、第10係 (極左情報収集)
極左暴力集団を捜査対象とする。2025年4月1日には旧公安第一課と旧公安第二課が統合された。
公安第二課
第一公安捜査：第1係（課内庶務・右翼情報整理）、第2、第3係（右翼情報）
第二公安捜査：第4、第5係（右翼情報）
第三公安捜査：第6、第7係（右翼情報）
第四公安捜査：第8、第9係（右翼情報）
右翼団体を捜査対象とする。
公安第三課
第一公安捜査：第1係（課内庶務、LO情報企画・調査）
第二公安捜査：第2、第3係（LO情報収集）
第三公安捜査：第4、第5係（LO情報収集）
ローンオフェンダーを捜査対象とする。
公安第四課
第一公安資料：第1係（課内庶務、資料収集・整備、統計）
第二公安資料：第2係（資料収集・整備）
資料、統計の管理を担当。
外事第一課
外事：第1係（課内庶務、外事関係法令研究・指導）、第2係（在日大使館とのリエゾン）
欧米第一：第3係（欧米情報）、第4係（事件）
欧米第二：第5係（事件）
主にロシア・東ヨーロッパの工作活動や戦略物資の不正輸出を捜査対象とする。また犯罪経歴証明書の発行も担当。
外事第二課
アジア第一：第1係（課内庶務）、第2係（アジア情報）
アジア第二：第3、第4係（アジア情報）
アジア第三：第5係（アジア情報)
アジア第四：第6係（アジア情報)
主に中華人民共和国の工作活動、戦略物資の不正輸出を捜査対象とする。
外事第三課
北東アジア第一：第1係（課内庶務）、第2係（北東アジア情報）
北東アジア第二：第3、第4係（北東アジア情報）
主に朝鮮民主主義人民共和国の工作活動、戦略物資の不正輸出を捜査対象とする。
外事第四課
国際テロ第一：第1係（課内庶務）、第2係（国際テロ情報）
国際テロ第二：第3、第4係（国際テロ情報）
国際テロ第三：第5係（国際テロ情報）
国際テロリストや、中東地域のスパイなどを捜査対象とする。
サイバー攻撃対策センター
第一サイバー攻撃対策：第1、第2、第3係（センター内庶務、サイバー攻撃対策企画・調査・情報収集
第二サイバー攻撃対策：第4、第5係（関係機関・団体等との連絡、指導・教養)
第三サイバー攻撃対策：第6、第7、第8、第9、第10（サイバー攻撃情報の収集・整理・サイバー攻撃の取締り）
サイバー攻撃に関する警備情報の収集・整理や予防・捜査を担当。

公安機動捜査隊（隊本部：目黒区目黒一丁目）
隊本部（庶務係、運用係）、各班。NBCテロ捜査隊を置いている。

## 役職および階級
- 部長：警視監
- 参事官：キャリア警視長[注釈 1]とノンキャリア警視正の2名
- 課長・センター長・隊長：警視正および警視
2025年 (令和7年) 4月21日現在[23]、公安第一課長、公安第二課長、外事第二課長の3名が警視正 それ以外は警視
- 理事官：警視
- 管理官：警視
- 係長：警部
- 主任：警部補
- 係員：巡査部長および巡査

## 歴代部長
| 氏名       | 在任期間                                              | 前職                                           | 後職                                                                                        |
| ---------- | ----------------------------------------------------- | ---------------------------------------------- | ------------------------------------------------------------------------------------------- |
| 野田章     | 1957年（昭和32年） - 1959年（昭和34年）3月31日        | 警視庁警備第二部長                             | 兵庫県警察本部長                                                                            |
| 石岡実     | 1959年（昭和34年）3月31日 - 1961年（昭和36年）4月1日  | 福島県警察本部長                               | 九州管区警察局長                                                                            |
| 秦野章     | 1961年（昭和36年）4月1日 - 1963年（昭和38年）5月31日  | 警視庁刑事部長                                 | 警視庁警務部長                                                                              |
| 川島広守   | 1963年（昭和38年）5月31日 - 1967年（昭和42年）3月7日  | 警察庁警備第一課長                             | 警察庁警備局長                                                                              |
| 山本鎮彦   | 1967年（昭和42年）3月7日 - 1971年（昭和46年）1月22日  | 警察庁警備局参事官                             | 兵庫県警察本部長                                                                            |
| 三井脩     | 1971年（昭和46年）1月22日 - 1973年（昭和48年）11月2日 | 警察庁警備局参事官                             | 警視庁警務部長                                                                              |
| 中島二郎   | 1973年（昭和48年）11月2日 - 1975年（昭和50年）8月4日  | 警察庁警備局参事官                             | 神奈川県警察本部長                                                                          |
| 福田勝一   | 1975年（昭和50年）8月4日 - 1978年（昭和53年）2月21日  | 警察庁警務局人事課長                           | 兵庫県警察本部長                                                                            |
| 鎌倉節     | 1978年（昭和53年）2月21日 - 1980年（昭和55年）8月18日 | 警察庁警備局参事官                             | 警視庁警務部長                                                                              |
| 柴田善憲   | 1980年（昭和55年）8月18日 - 1982年（昭和57年）5月20日 | 警視庁警備局審議官                             | 警視庁副総監                                                                                |
| 福井与明   | 1982年（昭和57年）5月20日 - 1985年（昭和60年）8月7日  | 警察庁警備局公安第一課長                       | 埼玉県警察本部長                                                                            |
| 城内康光   | 1985年（昭和60年）8月7日 - 1988年（昭和63年）1月22日  | 警察庁警務局人事課長                           | 警察庁警備局長                                                                              |
| 國松孝次   | 1988年（昭和63年）1月22日 - 1989年（平成元年）4月1日  | 警察庁警務局人事課長                           | 兵庫県警察本部長                                                                            |
| 大森義夫   | 1989年（平成元年）4月1日 - 1991年（平成3年）1月11日   | 警察庁警備局公安第一課長                       | 警察庁長官官房審議官                                                                        |
| 前田健治   | 1991年（平成3年）1月11日 - 1992年（平成4年）9月18日   | 警察庁警務局付                                 | 警視庁警務部長                                                                              |
| 渡邊泉郎   | 1992年（平成4年）9月18日 - 1994年（平成6年）10月18日  | 警察庁警備局警備企画課長                       | 神奈川県警察本部長                                                                          |
| 櫻井勝     | 1994年（平成6年）10月18日 - 1996年（平成8年）10月29日 | 警察庁警務局人事課長                           | 警察庁長官官房付                                                                            |
| 林則清     | 1996年（平成8年）10月29日 - 1998年（平成10年）3月28日 | 警察庁刑事局暴力団対策部長                     | 警視庁副総監                                                                                |
| 奥村萬壽雄 | 1998年（平成10年）3月28日 - 1999年（平成11年）8月26日 | 警察庁長官官房審議官（警備局担当）             | 警視庁警務部長                                                                              |
| 安藤隆春   | 1999年（平成11年）8月26日 - 2001年（平成13年）9月3日  | 警察庁長官官房審議官（交通局担当）             | 警察庁長官官房総括審議官                                                                    |
| 米村敏朗   | 2001年（平成13年）9月3日 - 2003年（平成15年）8月5日   | 警察庁長官官房人事課長                         | 警察庁長官官房審議官（警備局担当）                                                          |
| 伊藤茂男   | 2003年（平成15年）8月5日 - 2004年（平成16年）8月20日  | 警察庁長官官房付                               | 神奈川県警察本部長                                                                          |
| 末井誠史   | 2004年（平成16年）8月20日 - 2006年（平成18年）1月23日 | 警察庁交通局交通企画課長                       | 兵庫県警察本部長                                                                            |
| 高石和夫   | 2006年（平成18年）1月23日 - 2007年（平成19年）8月24日 | 静岡県警察本部長                               | 警視庁副総監                                                                                |
| 植松信一   | 2007年（平成19年）8月24日 - 2008年（平成20年）8月25日 | 警察庁長官官房付                               | 警視庁副総監                                                                                |
| 青木五郎   | 2008年（平成20年）8月25日 - 2011年（平成23年）3月22日 | 京都府警察本部長                               | 警察大学校国際警察センター所長                                                              |
| 石川正一郎 | 2011年（平成23年）3月22日 - 2013年（平成25年）4月5日  | 栃木県警察本部長                               | 神奈川県警察本部長                                                                          |
| 松本光弘   | 2013年（平成25年）4月5日 - 2014年（平成26年）2月18日  | 警察庁長官官房人事課長                         | 神奈川県警察本部長                                                                          |
| 永井達也   | 2014年（平成26年）2月18日 - 2015年（平成27年）8月7日  | 警察庁長官官房人事課長                         | 内閣官房副長官補付内閣審議官＝危機管理審議官 兼内閣サイバーセキュリティセンター副センター長 |
| 桑原振一郎 | 2015年（平成27年）8月7日 - 2017年（平成29年）7月24日  | 警察庁長官官房首席監察官                       | 警察庁警備局付                                                                              |
| 新美恭生   | 2017年（平成29年）7月24日 - 2018年（平成30年）7月31日 | 警察庁長官官房付                               | 警察庁警備局外事情報部長                                                                    |
| 近藤知尚   | 2018年（平成30年）7月31日 - 2020年（令和2年）8月24日  | 警察庁長官官房総務課長                         | 警察庁警備局外事情報部長                                                                    |
| 迫田裕治   | 2020年（令和2年）8月24日 - 2021年（令和3年）9月16日   | 長崎県警察本部長                               | 警察庁警備局外事情報部長                                                                    |
| 宮沢忠孝   | 2021年（令和3年）9月16日 - 2022年（令和4年）8月30日   | 警察庁長官官房審議官（警備局担当）             | 警察庁警備局外事情報部長                                                                    |
| 片倉秀樹   | 2022年（令和4年）8月30日 - 2023年 (令和5年) 9月15日   | 皇宮警察本部副本部長                           | 警察庁長官官房首席監察官                                                                    |
| 土屋暁胤   | 2023年 (令和5年) 9月15日 - 2024年 (令和6年) 8月8日    | 警察庁長官官房人事課長                         | 警察大学校副校長兼警察庁長官官房審議官(生活安全局担当)                                      |
| 中島寛     | 2024年 (令和6年) 8月8日 -2025年 (令和7年) 7月4日      | 警察庁警備局警備運用部警備第一課長             | 警察庁長官官房付                                                                            |
| 若田英     | 2025年 (令和7年) 7月4日-                              | 警察庁長官官房審議官(犯罪被害者施策・調整担当) | (現職)                                                                                      |

## 不祥事
- 2006年5月27日、公安第二課長がホームセンターで万引きをしていた事が判明。停職1か月の処分となったが、発表は事件から2日後の29日。課長は発表日付で依願退職。
- 2010年10月29日、警視庁国際テロ捜査情報流出事件。外事第三課には警視庁の内部ネットワークにもつながっていないスタンドアロンのパソコンがあり、関連文書はここにも保存されていた。外部メディアを用いてここから流出させられた疑いが持たれている[24]。
- 2010年12月、公安第二課の巡査部長が捜査協力者との接触を装い、受け取った捜査費を女性との交際や深夜帰宅の際のタクシー代などに消費していた事が判明。懲戒免職処分と共に詐欺と業務上横領の容疑で書類送検された[25]。
- 2020年3月11日、外事第一課が大川原化工機株式会社の代表取締役らを外国為替及び外国貿易法違反容疑で逮捕した。代表取締役らは一貫して無罪を主張するが、保釈は認められず、その間に相談役は進行胃がんと診断され入院し、2021年2月7日に死亡した[26]。同年7月30日、東京地検は公訴の取り下げを申し立て、裁判を終結させた。国家賠償請求訴訟で、現職の課員が「事件は捏造」と証言した[27][28]。訴訟で上告を断念した後、鎌田徹郎副総監が大川原化工機の本社を訪れ、謝罪した[29]。

- 2022年5月4日、千葉県内の集合住宅の敷地内に侵入し、10代の女性に性的暴行を加えた疑いで同年10月31日に巡査部長が逮捕された[30]。
- 2024年6月1日、東京都内のマンションの部屋に侵入したなどとして、警視庁公安部公安総務課の巡査部長が住居侵入および窃盗未遂の容疑で逮捕された[31]。